# Franz Eirenschmalz

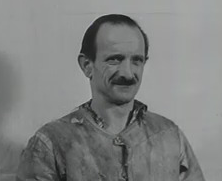
Franz Eirenschmalz während der Nürnberger Prozesse. Aufnahme von Januar 1947.

Franz Eirenschmalz (* 20. Oktober 1901 in München; † 4. September 1995 in Hausham) war ein deutscher Architekt, Bauleiter und SS-Führer. Eirenschmalz wurde in den Nürnberger Prozessen angeklagt und als Kriegsverbrecher verurteilt.

## Ausbildung, Beruf und politische Betätigung
Eirenschmalz absolvierte nach dem Besuch der Volks- und Mittelschule in München eine Ausbildung an der dortigen Höheren Technischen Lehranstalt für Hoch- und Tiefbau. Nach dem erfolgreichen Abschluss war Eirenschmalz von Anfang August 1925 bis Anfang April 1928 zunächst Architekt in Bad Reichenhall. Nach kurzzeitigem Einsatz als Bauleiter in Donauwörth leitete er von Anfang November 1928 bis Oktober 1930 die Errichtung des Krankenhauses in Bad Reichenhall. Danach war er über ein Jahr arbeitslos.
Bereits 1920 trat er der Sturmabteilung (SA) bei und wurde 1922 auch Mitglied im Bund Oberland. Im November 1923 nahm Eirenschmalz am Hitlerputsch teil. Im Juni 1931 trat Eirenschmalz der SS (SS-Nummer 10.051) und zum 1. Oktober 1931 der NSDAP bei (Mitgliedsnummer 644.902).

## Hauptamtliche Tätigkeit in SS-Ämtern
Ab Februar 1932 war Eirenschmalz hauptamtlicher Mitarbeiter der SS und war ab Anfang Oktober 1932 technischer Zeichner beim Reichsführer SS Heinrich Himmler. Ab Juli 1933 war Eirenschmalz für ein Jahr bei der NSDAP in der Bauleitung beschäftigt, wo er als Bauleiter für Führerbauten (u. a. Führerschule Tölz) eingesetzt war. Ab Anfang Juli 1934 leitete er die Abteilung Bauwesen im SS-Verwaltungsamt und wurde Anfang April 1936 Chef der Hauptabteilung V 5 – Bauwesen, bis Oswald Pohl diese Abteilung Mitte April 1937 übernahm. Anschließend wechselte Eirenschmalz in den Führungsstab der SS-Verfügungstruppen und leitete danach die Hauptabteilung Haushalt und Bauten. In dieser Funktion war Eirenschmalz erneut als Bauleiter tätig (u. a. SS-Kaserne Klagenfurt). Nach Kriegsende sagte der ehemalige Leiter der Inspektionsabteilung der Zentraldienststelle-T4 Gustav Kaufmann aus, dass Eirenschmalz auch Bauleiter bei der Errichtung der NS-Tötungsanstalt Brandenburg gewesen war. Von Anfang Februar 1942 bis Anfang Mai 1945 leitete Eirenschmalz im neu entstandenen Wirtschafts- und Verwaltungshauptamt (WVHA) das Amt C VI. Spätestens ab Februar 1943 war Eirenschmalz zeitweise in Personalunion Stellvertreter von Hans Kammler. Zwischenzeitlich war Eirenschmalz von Mai 1943 bis Januar 1944 aufgrund eines Krankenhausaufenthalts von seinen Aufgaben entbunden.

## Nachkriegszeit

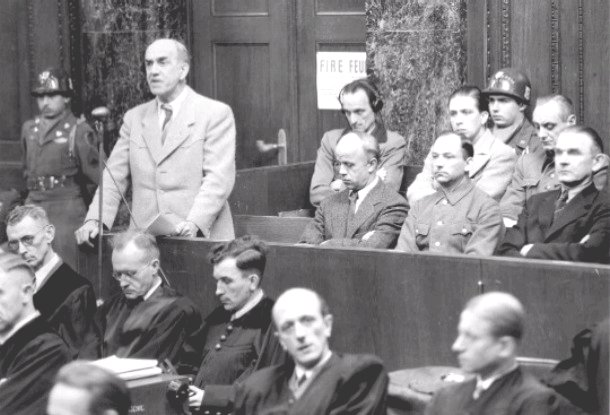
Schlussworte der Angeklagten am 22. September 1947, am Mikrofon Oswald Pohl. Franz Eirenschmalz in der hinteren Reihe links.

Nach seiner Festnahme wurde Eirenschmalz im Prozess Wirtschafts- und Verwaltungshauptamt der SS mit 17 weiteren Beschuldigten ab dem 13. Januar 1947 vor dem United States Military Tribunal II angeklagt. Eirenschmalz wurde insbesondere seine Verantwortung für die Bauleitung und Instandhaltung der Gaskammern u. a. im KZ Auschwitz vorgeworfen. Er selbst machte vor Gericht unklare Angaben und gab nur zögerlich seine Beteiligung am Aufbau von Konzentrationslagern zu. Eirenschmalz wurde in den Anklagepunkten Kriegsverbrechen, Verbrechen gegen die Menschlichkeit und der Mitgliedschaft in verbrecherischen Organisationen für schuldig befunden. Eirenschmalz wurde am 3. November 1947 zum Tode verurteilt. Das Urteil wurde später jedoch in eine neunjährige Haftstrafe umgewandelt. Nach teilweiser Haftverbüßung wurde er am 23. Mai 1951 aus dem Kriegsverbrechergefängnis Landsberg entlassen. Anschließend war Eirenschmalz in Bayrischzell als Bauingenieur tätig. Eirenschmalz wurde am 10. April 1964 im Zuge der Auschwitzprozesse vor dem Landgericht Frankfurt am Main vernommen: „Die Auschwitzer Krematorien habe ich anläßlich meines Besuchs dort gesehen. Ich weiß nicht, wie der Zeuge Siebenlist dazu kommt, zu behaupten, ich hätte bei Vergasungen zugesehen“.
| SS-Ränge von Eirenschmalz | SS-Ränge von Eirenschmalz |
| Datum                     | Rang                      |
| ------------------------- | ------------------------- |
| 28. März 1934             | SS-Untersturmführer       |
| 9. November 1934          | SS-Obersturmführer        |
| 20. April 1935            | SS-Hauptsturmführer       |
| 20. April 1936            | SS-Sturmbannführer        |
| 20. April 1937            | SS-Obersturmbannführer    |
| 30. Januar 1942           | SS-Standartenführer       |